# Kabinet-De Quay
Het kabinet-De Quay was het Nederlandse kabinet van 19 mei 1959 tot 24 juli 1963. Het kabinet bestond uit de politieke partijen Katholieke Volkspartij (KVP), Volkspartij voor Vrijheid en Democratie (VVD), Anti-Revolutionaire Partij (ARP) en de Christelijk-Historische Unie (CHU) na de Tweede Kamerverkiezingen van 1959. Het centrumrechtse kabinet-De Quay was een meerderheidskabinet dat zowel in de Eerste en Tweede Kamer kon rekenen op een ruime meerderheid. Het kabinet-De Quay was het eerste naoorlogse Nederlandse meerderheidskabinet zonder deelname van een Sociaaldemocratische partij.
In de Haagse wandelgangen kreeg het kabinet-De Quay de bijnaam "het kabinet der staatssecretarissen", niet alleen vanwege het relatief hoge aantal staatssecretarissen in vergelijking met eerdere kabinetten, maar ook omdat enkelen van hen invloedrijker waren dan hun ministers. Zo had het kabinet zelfs een staatssecretaris van Algemene Zaken – een unicum in de Nederlandse geschiedenis – in de persoon van Norbert Schmelzer, wiens voornaamste taak het was als 'chaperon' op te treden voor de politiek nogal onervaren en onhandige premier.

## Verloop
Tijdens de kabinetsperiode kwam het conflict rond Nederlands-Nieuw-Guinea tot een hoogtepunt. Met name minister Luns van Buitenlandse Zaken was fel tegen overdracht van het gebied aan Indonesië. Het kabinet nam een wet aan die het mogelijk maakte Nederlandse militairen zonder hun toestemming naar Nederlandse overzeese gebieden te sturen. Op een informele ontmoeting met de pers op 5 september 1960 liet premier De Quay zich ontvallen dat Nederland streefde naar internationalisering van het probleem rond Nieuw-Guinea. Dit leidde bijna tot zijn aftreden. Het kabinet moest ten slotte berusten in overdracht van Nieuw-Guinea aan Indonesië.
Intussen was te Slochteren het grootste aardgasvoorkomen ter wereld ontdekt. Het kabinet verliet de geleide loonpolitiek, gaf de ambtenaren een vrije zaterdag en bracht onder meer de Algemene bijstandswet tot stand.

### Personele wijzigingen
Op 1 augustus 1959 treedt minister van Defensie Sidney J. van den Bergh (VVD) af vanwege allerlei perikelen rond zijn relatie met een nog niet gescheiden vrouw. Op 4 september 1959 wordt Sim Visser (VVD), die tot dan werkzaam is als algemeen secretaris van de Verbond van Nederlandsche Werkgevers (VNO), beëdigd als minister van Defensie.
Op 3 juli 1961 stapt minister van Sociale Zaken en Volksgezondheid Charles van Rooy (KVP) op na kritiek op zijn functioneren tijdens de behandelingen van de Kinderbijslagwet. Op 17 juli 1961 wordt staatssecretaris van Economische Zaken Gerard Veldkamp (KVP) beëdigd als minister van Sociale Zaken en Volksgezondheid. Op 14 september 1961 wordt het Eindhovense gemeenteraadslid Frans Gijzels (KVP) benoemd als staatssecretaris van Economische Zaken.
Op 22 april 1962 overleed staatssecretaris van Onderwijs, Kunsten en Wetenschappen Gerard Stubenrouch (KVP) onverwachts op slechts 44–jarige leeftijd. Op 4 juni 1962 wordt Harry Janssen (KVP), die tot dan werkzaam is als hoogleraar Latijnse taal- en letterkunde op de Katholieke Universiteit Nijmegen, benoemd als staatssecretaris van Onderwijs, Kunsten en Wetenschappen.

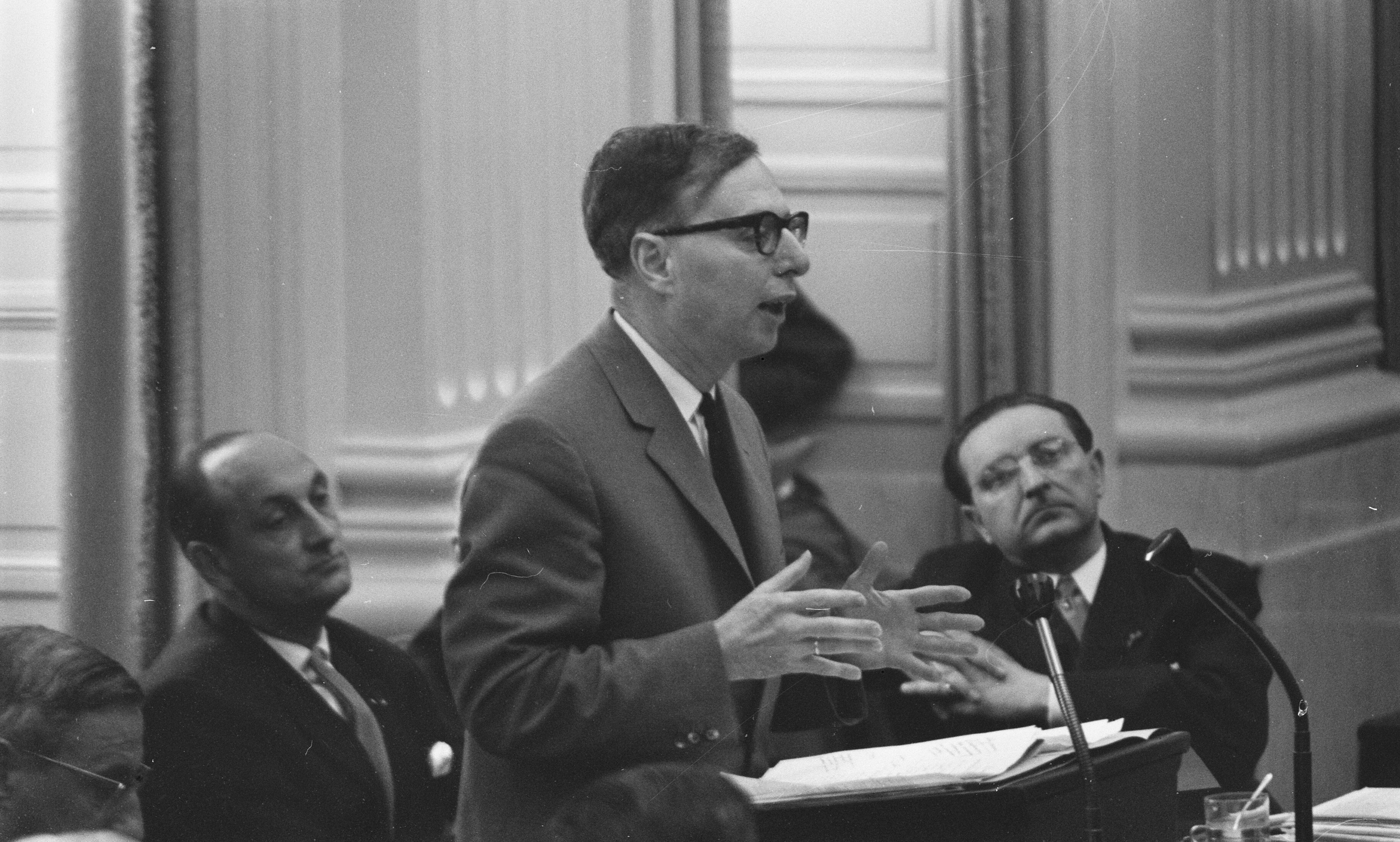
Minister van Financiën Jelle Zijlstra tijdens een debat over loonpolitiek in de Tweede Kamer op 19 juli 1959.

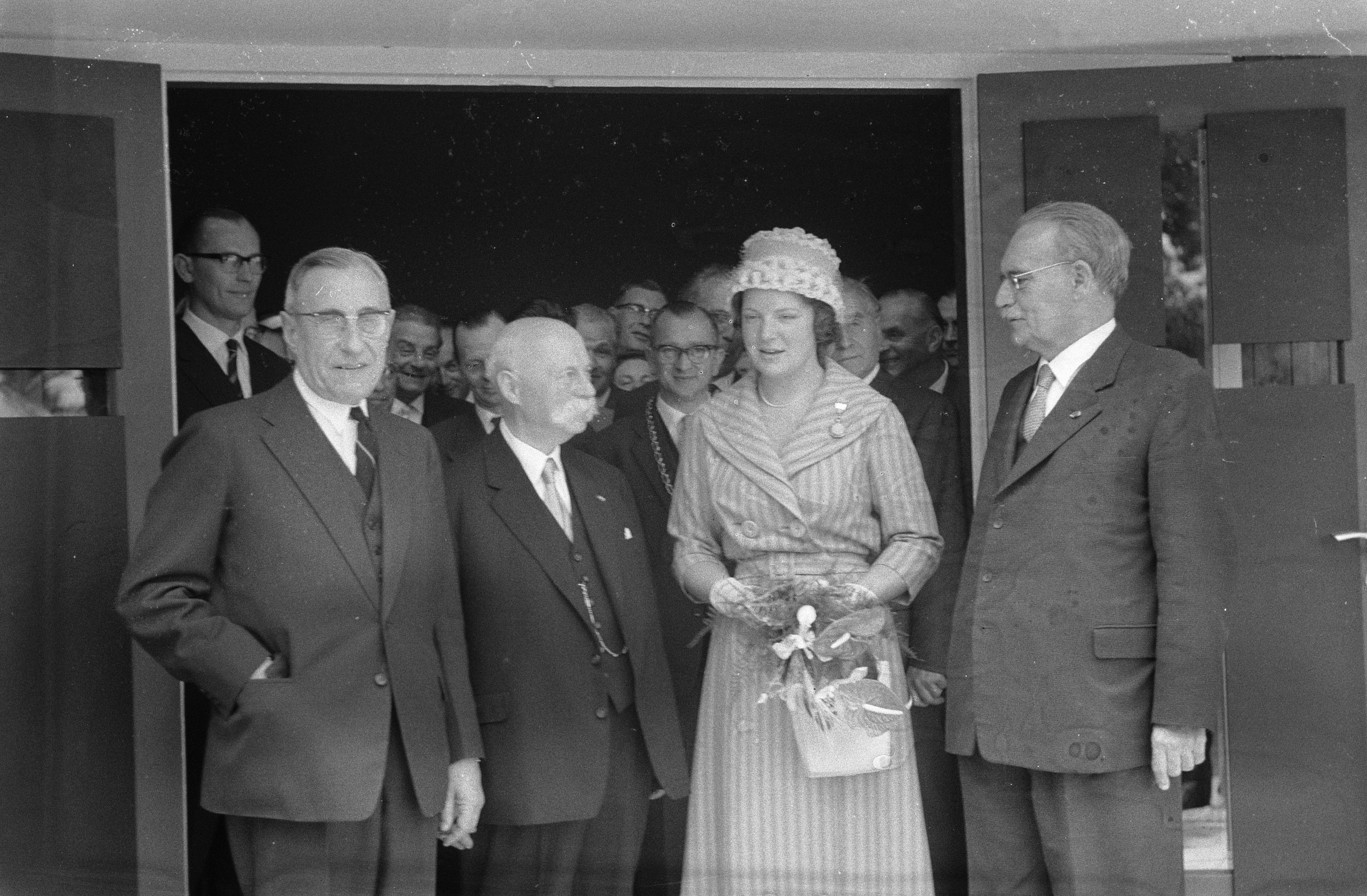
V.l.n.r. minister-president Jan de Quay, voormalig minister-president Pieter Sjoerds Gerbrandy, prinses Irene en voormalig minister-president Willem Drees tijdens de heropening van het gerenoveerde Oorlogsmuseum Overloon op 23 mei 1960.

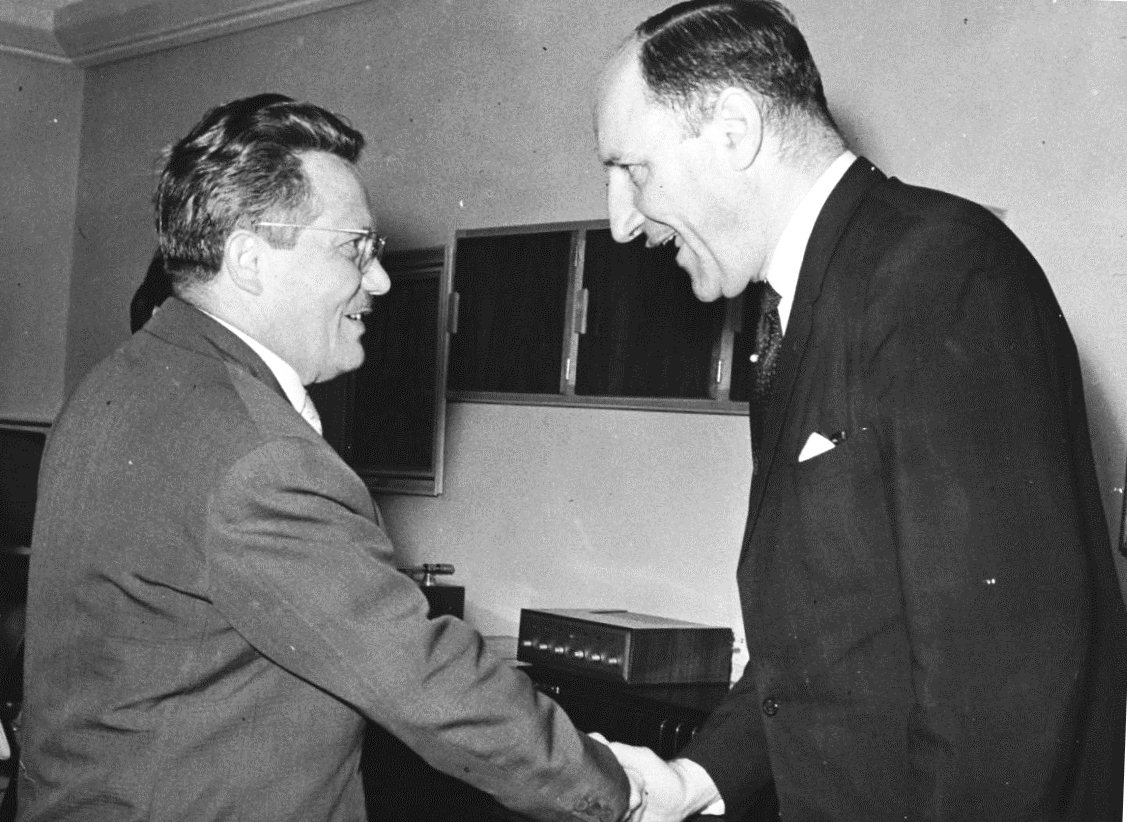
Voormalig Joegoslavische minister van Buitenlandse Zaken Edvard Kardelj (links) en minister van Buitenlandse Zaken Joseph Luns op 26 juni 1960.

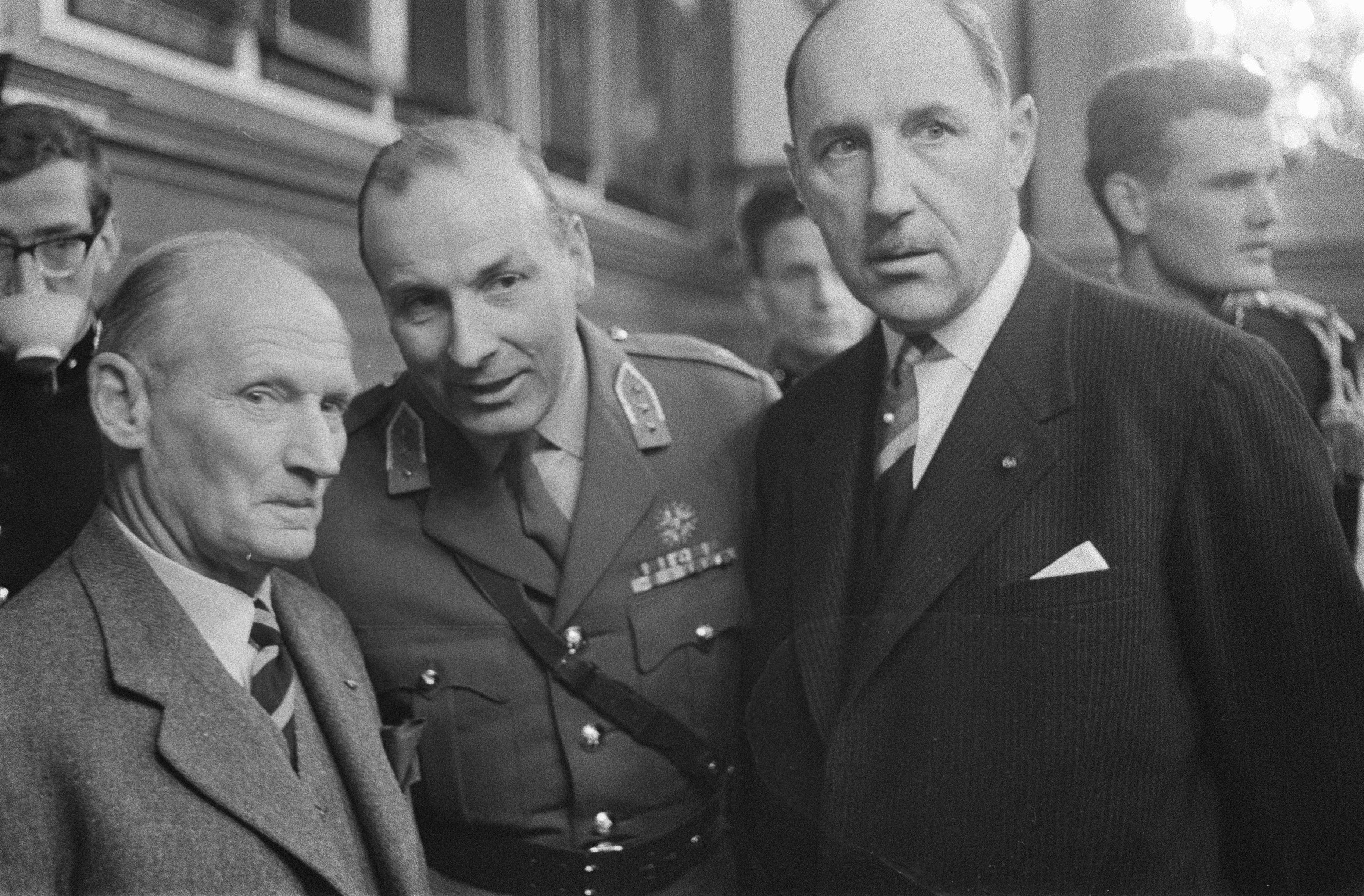
Brits veldmaarschalk Bernard Montgomery (links) en minister van Buitenlandse Zaken Joseph Luns (rechts) tijdens een bezoek aan de Universiteit van Amsterdam op 9 november 1960.

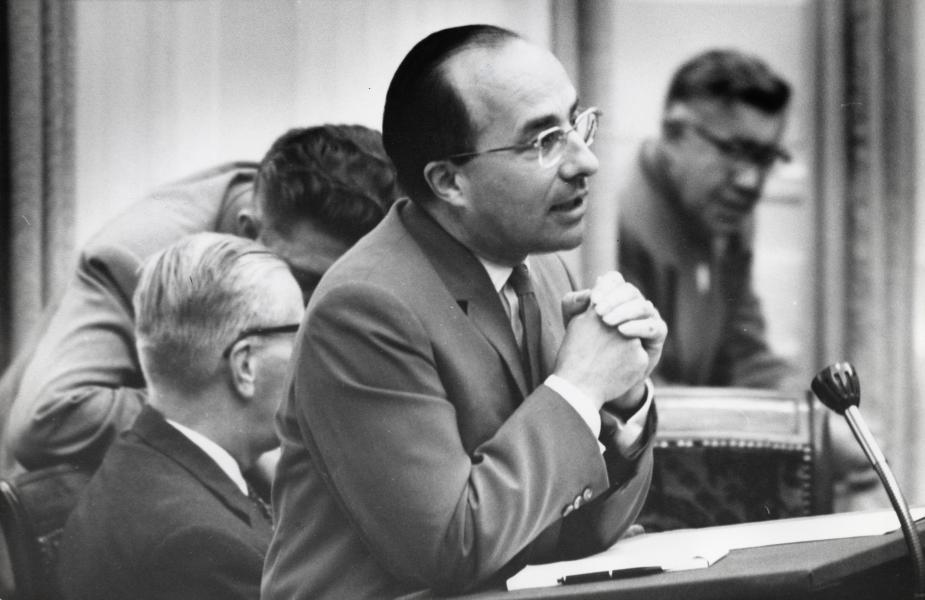
Minister van Onderwijs, Kunsten en Wetenschappen Jo Cals tijdens een debat over de Technische Universiteit Delft in de Tweede Kamer op 12 juli 1961.

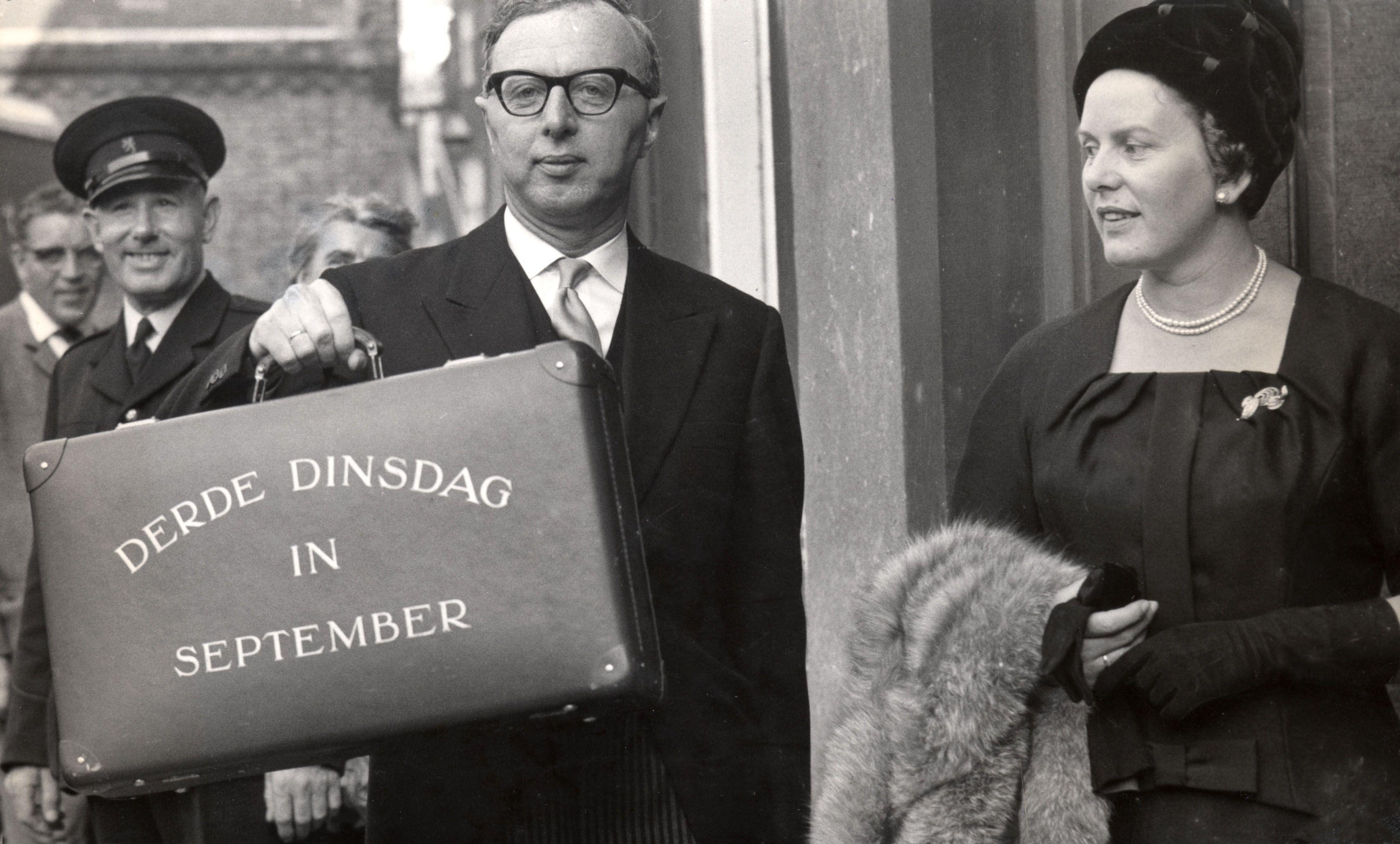
Minister van Financiën Jelle Zijlstra en het koffertje met de miljoenennota op het Binnenhof op 17 september 1961.

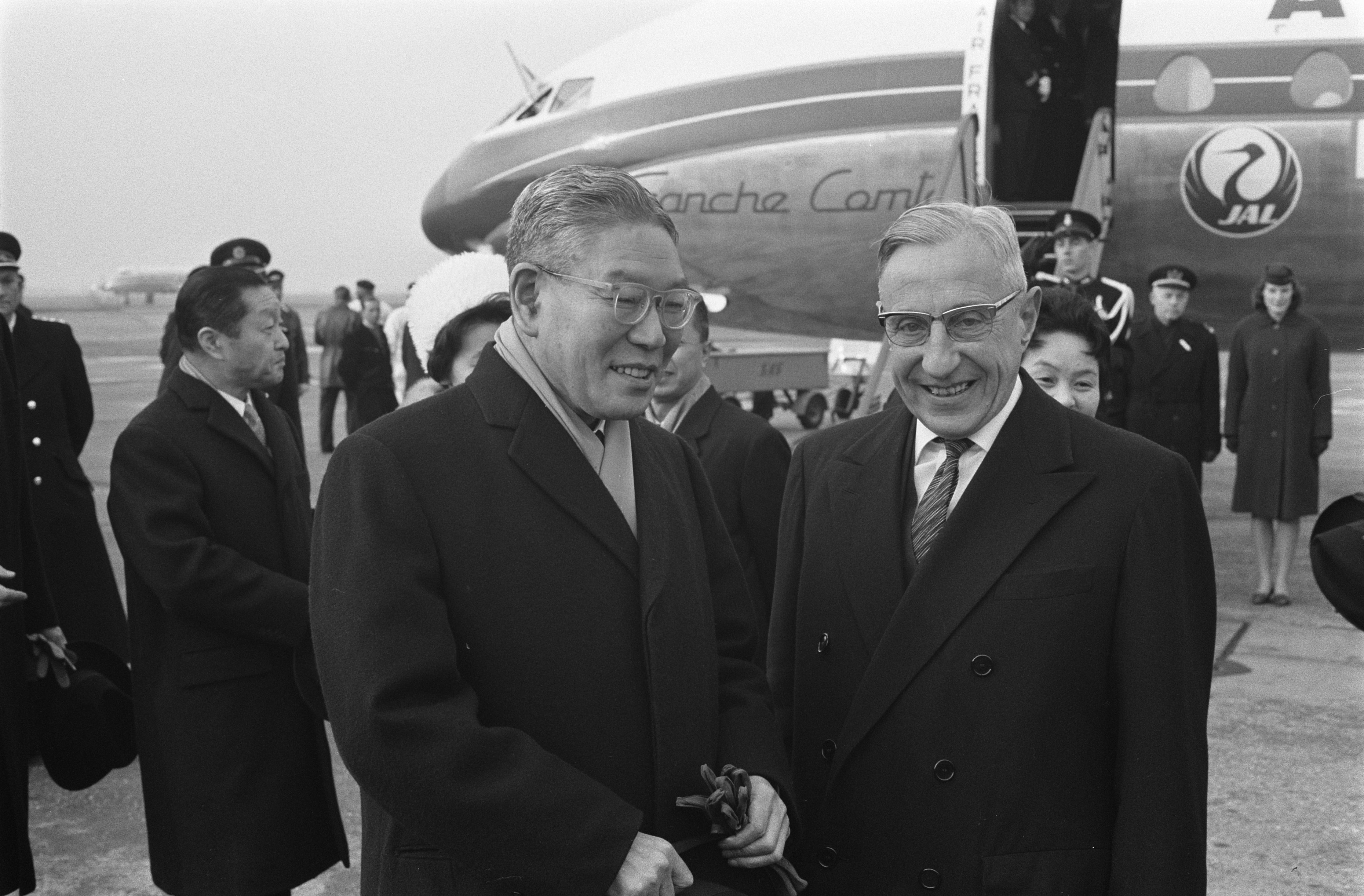
Premier van Japan Hayato Ikeda en minister-president Jan de Quay op Schiphol op 21 november 1962.

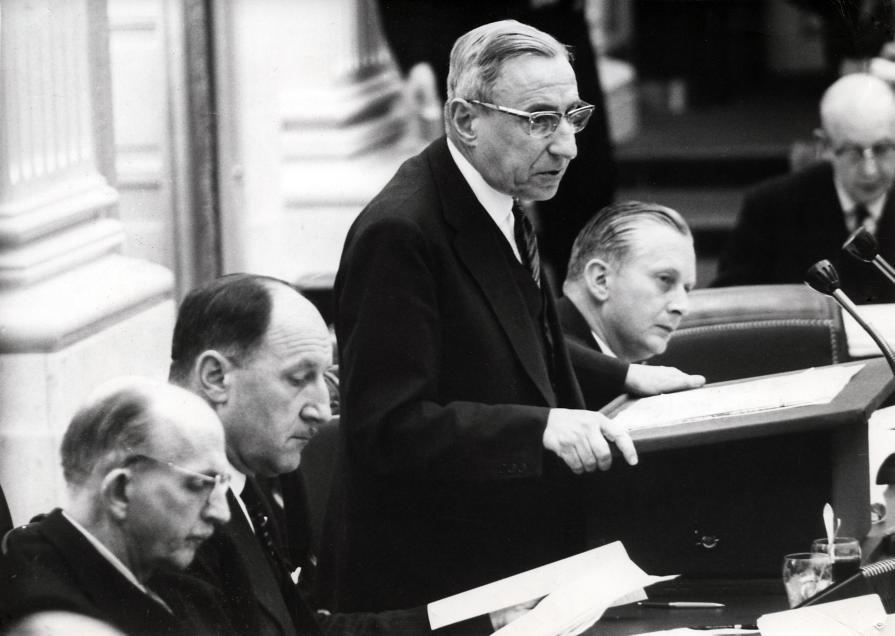
Staatssecretaris van Buitenlandse Zaken Hans van Houten, minister van Buitenlandse Zaken Joseph Luns en minister-president Jan de Quay tijdens een debat in de Tweede Kamer op 14 maart 1963.

## Ambtsbekleders
| Ambtsbekleders                         | Ambtsbekleders               | Ambtsbekleders                                  | Minister / Ministerie                        | Minister / Ministerie | Termijn                            | Partij |
| -------------------------------------- | ---------------------------- | ----------------------------------------------- | -------------------------------------------- | --- | ---------------------------------- | ------ |
|                                        | J.E. (Jan) de Quay           | dr. J.E. (Jan) de Quay (1901–1985)              | Minister-president / Minister                | Algemene Zaken | 19 mei 1959 – 24 juli 1963         | KVP    |
|                                        | H.A. (Henk) Korthals         | drs. H.A. (Henk) Korthals (1911–1976)           | Vicepremier / Minister                       | Verkeer en Waterstaat | 19 mei 1959 – 24 juli 1963         | VVD    |
| Minister                               | H.A. (Henk) Korthals         | drs. H.A. (Henk) Korthals (1911–1976)           | Surinaamse en Nederlands- Antilliaanse Zaken | | 19 mei 1959 – 24 juli 1963         | VVD    |
|                                        | E.H. (Edzo) Toxopeus         | mr. E.H. (Edzo) Toxopeus (1918–2009)            | Minister                                     | Binnenlandse Zaken | 19 mei 1959 – 14 april 1965        | VVD    |
|                                        | J.M.A.H. (Joseph) Luns       | mr. J.M.A.H. (Joseph) Luns (1911–2002)          | Minister                                     | Buitenlandse Zaken | 13 oktober 1956 – 6 juli 1971      | KVP    |
|                                        | J. (Jelle) Zijlstra          | dr. J. (Jelle) Zijlstra (1918–2001)             | Minister                                     | Financiën | 22 december 1958 – 24 juli 1963    | ARP    |
|                                        | A.Ch.W. (Albert) Beerman     | mr. A.Ch.W. (Albert) Beerman (1901–1967)        | Minister                                     | Justitie | 19 mei 1959 – 24 juli 1963         | CHU    |
|                                        | J.W. (Jan) de Pous           | drs. J.W. (Jan) de Pous (1920–1996)             | Minister                                     | Economische Zaken | 19 mei 1959 – 24 juli 1963         | CHU    |
|                                        | S.J. (Sidney) van den Bergh  | S.J. (Sidney) van den Bergh (1898–1977)         | Minister                                     | Defensie | 19 mei 1959 – 1 augustus 1959      | VVD    |
|                                        | J.E. (Jan) de Quay           | dr. J.E. (Jan) de Quay (1901–1985)              | Minister                                     | Defensie | 1 augustus 1959 – 4 september 1959 | KVP    |
|                                        | S.H. (Sim) Visser            | ir. S.H. (Sim) Visser (1908–1983)               | Minister                                     | Defensie | 4 september 1959 – 24 juli 1963    | VVD    |
|                                        | Ch.J.M.A. (Charles) van Rooy | mr.dr. Ch.J.M.A. (Charles) van Rooy (1912–1996) | Minister                                     | Sociale Zaken en Volksgezondheid | 19 mei 1959 – 3 juli 1961          | KVP    |
|                                        | V.G.M. (Victor) Marijnen     | mr. V.G.M. (Victor) Marijnen (1917–1975)        | Minister                                     | Sociale Zaken en Volksgezondheid | 3 juli 1961 – 17 juli 1961         | KVP    |
|                                        | G.M.J. (Gerard) Veldkamp     | dr. G.M.J. (Gerard) Veldkamp (1921–1990)        | Minister                                     | Sociale Zaken en Volksgezondheid | 17 juli 1961 – 5 april 1967        | KVP    |
|                                        | J.M.L.Th. (Jo) Cals          | mr. J.M.L.Th. (Jo) Cals (1914–1971)             | Minister                                     | Onderwijs, Kunsten en Wetenschappen | 2 september 1952 – 7 november 1961 | KVP    |
|                                        | M.A.M. (Marga) Klompé        | dr. M.A.M. (Marga) Klompé (1912–1986)           | Minister                                     | Onderwijs, Kunsten en Wetenschappen | 7 november 1961 – 4 februari 1962  | KVP    |
|                                        | J.M.L.Th. (Jo) Cals          | mr. J.M.L.Th. (Jo) Cals (1914–1971)             | Minister                                     | Onderwijs, Kunsten en Wetenschappen | 4 februari 1962 – 23 april 1963    | KVP    |
|                                        | M.A.M. (Marga) Klompé        | dr. M.A.M. (Marga) Klompé (1912–1986)           | Minister                                     | Onderwijs, Kunsten en Wetenschappen | 23 april 1963 – 24 juli 1963       | KVP    |
|                                        | V.G.M. (Victor) Marijnen     | mr. V.G.M. (Victor) Marijnen (1917–1975)        | Minister                                     | Landbouw en Visserij | 19 mei 1959 – 24 juli 1963         | KVP    |
|                                        | J. (Jan) van Aartsen         | mr. J. (Jan) van Aartsen (1909–1992)            | Minister                                     | Volkshuisvesting en Bouwnijverheid | 19 mei 1959 – 24 juli 1963         | ARP    |
|                                        | M.A.M. (Marga) Klompé        | dr. M.A.M. (Marga) Klompé (1912–1986)           | Minister                                     | Maatschappelijk Werk | 13 oktober 1956 – 24 juli 1963     | KVP    |
| Ambtsbekleders                         | Ambtsbekleders               | Ambtsbekleders                                  | Staatssecretaris / Portefeuille / Ministerie | Staatssecretaris / Portefeuille / Ministerie | Termijn                            | Partij |
|                                        | W.K.N. (Norbert) Schmelzer   | drs. W.K.N. (Norbert) Schmelzer (1921–2008)     | Staatssecretaris                             | • Bezitsvorming • Rijksdienst • Publiekrechtelijke bedrijfs- organisatie (Algemene Zaken)                                                                                         | 19 mei 1959 – 24 juli 1963         | KVP    |
|                                        | Th.H. (Theo) Bot             | mr. Th.H. (Theo) Bot (1911–1984)                | Staatssecretaris                             | • Nederlands- Nieuw-Guinea Politieke Zaken (Binnenlandse Zaken) | 23 november 1959 – 24 juli 1963    | KVP    |
|                                        | H.R. (Hans) van Houten       | mr.dr. H.R. (Hans) van Houten (1907–1996)       | Staatssecretaris                             | • Europese Zaken (Buitenlandse Zaken) | 24 augustus 1959 – 24 juli 1963    | VVD    |
|                                        | W.H. (Willem) van den Berge  | dr. W.H. (Willem) van den Berge (1905–1987)     | Staatssecretaris                             | • Fiscale Zaken • Belastingdienst (Financiën) | 27 mei 1959 – 14 april 1965        | O      |
|                                        | G.M.J. (Gerard) Veldkamp     | dr. G.M.J. (Gerard) Veldkamp (1921–1990)        | Staatssecretaris                             | • Middenstand • Toerisme (Economische Zaken) | 10 oktober 1952 – 17 juli 1961     | KVP    |
|                                        | F.J.W. (Frans) Gijzels       | drs. F.J.W. (Frans) Gijzels (1911–1977)         | Staatssecretaris                             | • Middenstand • Toerisme (Economische Zaken) | 14 september 1961 – 24 juli 1963   | KVP    |
|                                        | M.R.H. (Michael) Calmeyer    | M.R.H. (Michael) Calmeyer (1895–1990)           | Staatssecretaris                             | • Landmacht • Luchtmacht (Defensie) | 19 juni 1959 – 24 juli 1963        | CHU    |
|                                        | P.J.S. (Piet) de Jong        | P.J.S. (Piet) de Jong (1915–2016)               | Staatssecretaris                             | • Marine (Defensie) | 25 juni 1959 – 24 juli 1963        | KVP    |
|                                        | B. (Bauke) Roolvink          | B. (Bauke) Roolvink (1912–1979)                 | Staatssecretaris                             | • Sociale Zekerheid • Bijstand • Arbeids- omstandigheden • Maatschappelijke Dienstverlening • Pensioenen • Armoedebeleid • Ouderenbeleid (Sociale Zaken en Volksgezondheid)       | 15 juni 1959 – 24 juli 1963        | ARP    |
|                                        | G.C. (Gerard) Stubenrouch    | G.C. (Gerard) Stubenrouch (1918–1962)           | Staatssecretaris                             | • Basisonderwijs • Algemeen Voortgezet Onderwijs • Voorbereidend Wetenschappelijk Onderwijs • Nijverheid Onderwijs • Buitengewoon Onderwijs (Onderwijs, Kunsten en Wetenschappen) | 16 juni 1959 – 22 april 1962       | KVP    |
|                                        | H.H. (Harry) Janssen         | dr. H.H. (Harry) Janssen (1910–1982)            | Staatssecretaris                             | • Basisonderwijs • Algemeen Voortgezet Onderwijs • Voorbereidend Wetenschappelijk Onderwijs • Nijverheid Onderwijs • Buitengewoon Onderwijs (Onderwijs, Kunsten en Wetenschappen) | 4 juni 1962 – 24 juli 1963         | KVP    |
|                                        | Y. (Ynso) Scholten           | mr. Y. (Ynso) Scholten (1918–1984)              | Staatssecretaris                             | • Volks- ontwikkeling • Jeugdbeleid • Cultuurbeleid • Kunstbeleid • Mediabeleid • Sport • Natuurbehoud (Onderwijs, Kunsten en Wetenschappen)                                      | 16 juni 1959 – 24 juli 1963        | CHU    |
|                                        | E.G. (Eddie) Stijkel         | E.G. (Eddie) Stijkel (1918–1983)                | Staatssecretaris                             | • Wegverkeer • Openbaar Vervoer • Luchtvaart • Spoorwegen • Scheepvaart • Internationale Vervoers Aangelegenheden (Verkeer en Waterstaat)                                         | 15 oktober 1959 – 24 juli 1963     | VVD    |
| Bron: Kabinet-De Quay Rijksoverheid.nl |                              |                                                 |                                              | |                                    |        |

## Kabinetsformatie
- Tweede Kamerverkiezingen 1959: 12 maart 1959
- Beëdiging kabinet: 19 mei 1959
- Duur formatie: 68 dagen
- Informateur
  - mr.dr. L.J.M. (Louis) Beel (KVP), (14 maart 1959 – 26 maart 1959) 13 dagen
- Formateur
  - dr. J.E. (Jan) de Quay (KVP), (28 maart 1959 – 27 april 1959) 30 dagen
- Informateur
  - mr.dr. L.J.M. (Louis) Beel (KVP), (1 mei 1959 – 13 mei 1959) 13 dagen
- Formateur
  - dr. J.E. (Jan) de Quay (KVP), (14 mei 1959 – 18 mei 1959) 5 dagen

## Kabinetscrisis
De Tweede Kamer aanvaardde op 22 december 1960 de motie-Van Eibergen (ARP) om het woningbouwprogramma voor 1961 met 5000 woningen te verhogen. Het kabinet bood op 23 december 1960 zijn ontslag aan.
- Ontslagaanvraag: 23 december 1960
- Ontslagaanvraag ingetrokken: 2 januari 1961
- Duur formatie: 10 dagen
- Informateur
  - mr.dr. W.F. (Gaius) de Gaay Fortman (ARP), (27 december 1960 –	1 januari 1961)	6 dagen

## Reden ontslagaanvraag
Einde van de parlementaire periode.